# Houston (Familienname)
Houston ist ein Familienname.

## Aussprache
Der Familienname wird in England [ˈhuːstən] oder [ˈhaustən] ausgesprochen, in Schottland nur [ˈhuːstən]. Die Aussprache in den USA ist normalerweise [ˈhjuːstən].
Die nach Sam Houston benannten Orte und Institutionen in den USA werden [ˈhjuːstən] ausgesprochen. Ausnahmen sind Houston County (Georgia) und die New Yorker Houston Street, die [ˈhaustən] ausgesprochen werden, da sie nach dem Politiker William Houstoun (1755–1813) benannt wurden.

## Namensträger

### A
- Alasdair Houston, britischer Biologe
- Allan Houston (* 1971), US-amerikanischer Basketballspieler
- Andrew Jackson Houston (1854–1941), US-amerikanischer Politiker
- Angus Houston (* 1947), australischer Offizier der Luftwaffe

### B
- Brian Houston (* 1954), australischer Pastor

### C
- Charles Hamilton Houston (1895–1950), US-amerikanischer Anwalt und Bürgerrechtler
- Charles Snead Houston (1913–2009), US-amerikanischer Bergsteiger, Schauspieler, Erfinder, Autor und Filmregisseur
- Chris Houston (* 1984), US-amerikanischer American-Football-Spieler
- Cisco Houston (1918–1961), US-amerikanischer Sänger und Songschreiber
- Cissy Houston (1933–2024), US-amerikanische Sängerin
- Clint Houston (1946–2000), US-amerikanischer Jazzmusiker

### D
- Dale Houston (1940–2007), US-amerikanischer Sänger, siehe Dale & Grace
- Dale Houston (Tennisspieler) (* 1961), australischer Tennisspieler
- David Houston (Musiker) (1938–1993), US-amerikanischer Countrymusiker
- David F. Houston (1866–1940), US-amerikanischer Politiker
- DeAndre Houston-Carson (* 1993), US-amerikanischer American-Football-Spieler
- Dianne Houston (* 1954), US-amerikanische Filmproduzentin, Drehbuchautorin und Filmregisseurin
- Dolly Houston (1930–1995), US-amerikanische Sängerin
- Donald Houston (1923–1991), walisischer Schauspieler

### E
- Edwin J. Houston (1847–1914), US-amerikanischer Elektro-Ingenieur
- Elsie Houston (1902–1943), brasilianische Sängerin

### G
- George F. Houston (1896–1944), US-amerikanischer Schauspieler und Sänger
- George S. Houston (1811–1879), US-amerikanischer Politiker
- George W. Houston (1941–2024), US-amerikanischer Althistoriker und Altphilologe

### H
- Henry A. Houston (1847–1925), US-amerikanischer Politiker

### J
- James Houston IV (* 1998), US-amerikanischer American-Football-Spieler
- Jean Houston (* 1937), US-amerikanische Autorin, Philosophin und Kulturwissenschaftlerin
- Joe Houston († 2015), US-amerikanischer R&B-Musiker
- Joel Houston (* 1979), australischer Sänger
- John Houston (Musiker) (* 1933), US-amerikanischer Jazzmusiker
- John Mills Houston (1890–1975), US-amerikanischer Politiker
- John Porter Houston (1933–1987), US-amerikanischer Romanist
- John W. Houston (1814–1896), US-amerikanischer Politiker
- John Adam P. Houston (1812–1884), schottischer Maler
- Justin Houston (* 1989), US-amerikanischer American-Football-Spieler

### K
- Ken Houston (Rugbyspieler) (* 1941), irischer Rugbyspieler
- Ken Houston (Footballspieler) (Kenneth Ray Houston; * 1944), US-amerikanischer Footballspieler und -trainer
- Ken Houston (Eishockeyspieler) (Kenneth Lyle Houston; 1953–2018), kanadischer Eishockeyspieler

### L
- Lucy, Lady Houston (1857–1936), britische Philanthropin, politische Aktivistin und Suffragette

### M
- Marques Houston (* 1981), US-amerikanischer Sänger und Schauspieler
- Melva Houston (1949–2020), US-amerikanische Sängerin

### N
- Neil Houston, kanadischer Curler
- Norman Houston (1887–1958), US-amerikanischer Drehbuchautor, Schauspieler und Filmregisseur

### P
- Penelope Houston (Filmkritikerin) (1927–2015), britische Filmkritikerin und Schriftstellerin
- Penelope Houston (Sängerin) (* 1958), US-amerikanische Sängerin und Songwriterin

### R
- Renée Houston (1902–1980), britische Schauspielerin
- Robert Houston (Politiker, 1842) (1842–1912), neuseeländischer Politiker
- Robert Houston, 1. Baronet (1853–1926), britischer Politiker
- Robert Houston (Historiker), Historiker
- Robert Houston (Schauspieler) (* 1955), US-amerikanischer Filmschauspieler, Filmregisseur und Dokumentarfilmer
- Robert G. Houston (1867–1946), US-amerikanischer Politiker
- Robert S. Houston (1820–1902), US-amerikanischer Politiker

### S
- Sam Houston (1793–1863), US-amerikanischer Politiker und General, Namensgeber von Houston, Texas
- Sandra L. Houston, US-amerikanische Geotechnikerin
- Shine Louise Houston, US-amerikanische Filmregisseurin und Drehbuchautorin
- Stewart Houston (* 1949), schottischer Fußballspieler und -trainer

### T
- Tate Houston, US-amerikanischer Jazzmusiker
- Thelma Houston (* 1946), US-amerikanische Sängerin

### V
- Victor S. K. Houston (1876–1959), US-amerikanischer Politiker

### W
- Whitney Houston (1963–2012), US-amerikanische Sängerin
- William Houston (Politiker) (1746–1788), US-amerikanischer Politiker
- William Houston, 1. Baronet (1766–1842), britischer General, Gouverneur von Gibraltar
- William Houston (Fußballspieler) (fl. 1880–1885), irischer Fußballspieler
- William Houston (Schauspieler) (* 1968), englischer Schauspieler
- William C. Houston (1852–1931), US-amerikanischer Politiker
- William J. Houston (* 1968), US-amerikanischer Admiral
- William Patrick Stuart-Houston (1911–1987), US-amerikanisch-britischer Buchhalter und Autor, siehe William Patrick Hitler